# 劉慈欣
劉慈欣（）は、中華人民共和国のSF作家。北京で生まれ、3歳の時に山西省の炭鉱の町、陽泉に移り住んだ。かつての本業はコンピュータ管理を担当する、火力発電所のシステムエンジニアだった。
中学生のころから創作を開始。1999年、中国のSF雑誌『科幻世界』に掲載された短編『鯨歌』でデビュー。同じ年に短編『彼女の眼を連れて』が中国のSF文学賞・銀河賞に輝き、2006年まで8年連続で同賞を受賞した。2010年、第1回中国星雲賞（世界華人SF協会主催）で作家賞を受賞（韓松と同時受賞）。2012年に勤務していた発電所の閉鎖に伴い、SF作家専業となる。2015年、『三体』でアジア人初のヒューゴー賞受賞者となった。2017年にもシリーズ第三作『三体III 死神永生』で再びヒューゴー賞にノミネートされた。2019年には短編『流浪地球』（さまよえる地球）を映画化した『流転の地球』が、中国で史上初の本格的なSF大作としてヒットを記録した。
SFに興味を持つきっかけになったのはジュール・ヴェルヌ『地底旅行』で、その後アーサー・C・クラークの『2001年宇宙の旅』『宇宙のランデブー』で本格的にSFにのめり込むようになった。ジョージ・オーウェルの『1984年』も好きな作品に挙げている。

## 主な受賞歴
- 1999年 - 第11回銀河賞一等賞（「帯上她的眼睛」）
- 2000年 - 第12回銀河賞特等賞（「さまよえる地球」）
- 2001年 - 第13回銀河賞（「全頻帯阻塞干擾」、「郷村教師」）
- 2002年 - 第14回銀河賞（「中国太陽」、「朝聞道」、「吞食者」）
- 2003年 - 第15回銀河賞（「地球大砲」、「詩雲」、「思想者」）
- 2010年 - 第1回中国星雲賞（世界華人SF協会主催）作家賞（韓松と同時受賞）
- 2015年 - 第73回ヒューゴー賞長編小説部門賞（「三体」）[5]
- 2019年 - 第50回星雲賞海外短編部門（「円」）[8]
- 2020年 - 第51回星雲賞海外長編部門（「三体」）[9]
- 2021年 - 第52回星雲賞海外長編部門（「三体II 黒暗森林」）[10]
- 2023年 - 第54回星雲賞海外短編部門（「流浪地球」）[11]

（「さまよえる地球」、「円」以外は原題）

## 作品リスト
※★印は既に日本語訳されている作品。

### 長編
- 魔鬼积木（福建少年儿童出版社、2002年9月）
- 超新星纪元（作家出版社、2003年1月）★
- 当恐龙遇上蚂蚁（北京少年儿童出版社、2004年6月）★ - 刊行後《科幻世界》にて『白垩纪往事』と改題し2006年9月号～11月号に掲載
- 球状闪电（四川科学技术出版社、2005年6月）★ - 先行して科幻世界杂志社発行の《星云》シリーズ第二弾として2004年6月に刊行
- 三体（四川科学技术出版社、2008年1月）★ - 《科幻世界》にて2006年5月から12月まで連載
- 三体II：黑暗森林（重庆出版社、2008年5月）★
- 三体III：死神永生（重庆出版社、2010年11月）★

### 中・短編
- 「中国2185」 - 未刊
- 「鲸歌」（邦題：鯨歌）★ - 《科幻世界》（科幻世界杂志社、1999年6月）に掲載
- 「微观尽头」（邦題：ミクロの果て）★ - 《科幻世界》（科幻世界杂志社、1999年6月）に掲載
- 「宇宙坍缩」（邦題：宇宙収縮）★ - 《科幻世界》（科幻世界杂志社、1999年7月）に掲載
- 「带上她的眼睛」（邦題：彼女の眼を連れて）★ - 《科幻世界》（科幻世界杂志社、1999年10月）に掲載
- 「地火」［邦題：地火(じか)］★ - 《科幻世界》（科幻世界杂志社、2000年2月）に掲載
- 「流浪地球」（邦題：さまよえる地球／流浪地球）★ - 《科幻世界》（科幻世界杂志社、2000年7月）に掲載
- 「乡村教师」（邦題：郷村教師）★ - 《科幻世界》（科幻世界杂志社、2001年1月）に掲載
- 「微纪元」（邦題：ミクロ紀元）★ - 《科幻世界》（科幻世界杂志社、2001年4月）に掲載
- 「全频带阻塞干扰」（邦題：全帯域電波妨害）★ - 《科幻世界》（科幻世界杂志社、2001年8月）に掲載
- 「纤维」（邦題：繊維）★ - 《科幻世界·惊奇档案·霹雳与玫瑰号》（科幻世界杂志社、2001年8月）に掲載
- 「命运」（邦題：運命）★ - 《科幻世界·惊奇档案·太阳舞号》（科幻世界杂志社、2001年11月）に掲載
- 「信使」（邦題：メッセンジャー）★ - 《科幻大王》（科幻世界杂志社、2001年11月）に掲載
- 「中国太阳」（邦題：中国太陽）★ - 《科幻世界》（科幻世界杂志社、2002年1月）に掲載
- 「梦之海」（邦題：夢の海）★ - 《科幻世界》（科幻世界杂志社、2002年1月）に掲載
- 「朝闻道」（邦題：朝に道を聞かば）★ - 《科幻世界》（科幻世界杂志社、2002年1月）に掲載
- 「混沌蝴蝶」（邦題：カオスの蝶）★ - 《科幻大王》（科幻世界杂志社、2002年1月）に掲載
- 「天使时代」（邦題：天使時代）★ - 《科幻世界》（科幻世界杂志社、2002年6月）に掲載
- 「吞食者」（邦題：呑食者）★ - 《科幻世界》（科幻世界杂志社、2002年11月）に掲載
- 「西洋」（邦題：西洋）★ - アンソロジー『2001年度中国最佳科幻小说选』（四川人民出版社、2002年12月）に収録
- 「詩雲」（邦題：詩雲）★ - 《科幻世界》（科幻世界杂志社、2003年3月）に掲載
- 「光荣与梦想」（邦題：栄光と夢）★ - 《科幻世界》（科幻世界杂志社、2003年8月）に掲載
- 「地球大炮」（邦題：地球大砲）★ - 《科幻世界》（科幻世界杂志社、2003年9月）に掲載
- 「思想者」（邦題：思索者）★ - 《科幻世界》（科幻世界杂志社、2003年12月）に掲載
- 「圆圆的肥皂泡」［邦題：円円(ユエンユエン)のシャボン玉］★ - 《科幻世界》（科幻世界杂志社、2004年3月）に掲載
- 「镜子」（邦題：鏡）★ - 《科幻世界》（科幻世界杂志社、2004年12月）に掲載
- 「创世纪」 - 《科幻大王》（科幻世界杂志社、2005年1月）に掲載・長編『超新星纪元』からの一部抜粋
- 「赡养上帝」（邦題：神様の介護係／老神介護）★ - 《科幻世界》（科幻世界杂志社、2005年1月）に掲載
- 「欢乐颂」（邦題：歓喜の歌）★ - 《恐龙·九州幻想·贪狼号》（九州幻想杂志社、2005年8月）に掲載
- 「赡养人类」（邦題：扶養人類）★ - 《科幻世界》（科幻世界杂志社、2005年11月）に掲載
- 「山」（邦題：山）★ - 《科幻世界》（科幻世界杂志社、2006年1月）に掲載
- 「2018年4月1日」（邦題：二〇一八年四月一日）★ - 《时尚先生》（时尚先生杂志社、2009年1月）に掲載

- 「月夜」（邦題：月の光）★ - 《生活》（生活杂志社、2009年2月）に掲載
- 「人生」（邦題：人生）★ - アンソロジー『时光尽头』（花山文艺出版社、2010年1月）に収録
- 「太原之恋」（「太原诅咒」）（邦題：呪い5・0）★ - 《九州幻想·贲书铁卷》（九州幻想杂志社、2010年2月）に掲載
- 「时间移民」（邦題：時間移民）★ - 短編集『微纪元』（沈阳出版社、2010年4月）に収録
- 「海水高山」 - 既出短編「山」の短縮版。《新课堂·科普童话》（黑龙江省语言文字报刊社、2014年9月）に掲載
- 「圆」（邦題：円）★ - アンソロジー『Carbide Tipped Pens』（Tor Books、2014年12月）に掲載
- 「不能共存的节日」（邦題：共存できない二つの祝日）★ - 《科幻世界》（科幻世界杂志社、2016年4月）に掲載

- 「烧火工」（邦題：火守）★ - 短編集『梦之海』（四川科学技术出版社、2016年6月）に収録
- 「黄金原野」（邦題：フィールズ・オブ・ゴールド）★ - アンソロジー『Twelve Tomorrows』（The MIT Press、2018年5月）に掲載

### 映像化
特記のない作品は中国製作。
- 郷村教師
  - 映画『瘋狂的外星人』（簡体字中国語: 疯狂的外星人、2019年）
- 三体
  - アニメ（2022年）
  - ドラマ（2023年）
  - ドラマ（アメリカ、2024年予定）
- 流浪地球
  - 映画『流転の地球』（中国語: 流浪地球、2019年）
  - 映画『流転の地球 -太陽系脱出計画-』（中国語: 流浪地球2、2023年）

## 日本語訳作品

### 長編
- 三体
  - 日本語版 - 早川書房、2019年7月、監修：立原透耶、翻訳：大森望、光吉さくら、ワン・チャイ、ISBN 978-4-15-209870-2
  - 日本語版は、発売直後の1週間で10回以上重版する売れ行きを見せた[12]。
- 三体II 黒暗森林
  - 日本語版 - 早川書房、2020年6月、翻訳：大森望、立原透耶、上原かおり、泊功、上巻：ISBN 978-4-15-209948-8、下巻：ISBN 978-4-15-209949-5
- 三体III 死神永生
  - 日本語版 - 早川書房、2021年5月、翻訳：大森望、光吉さくら、ワン・チャイ、泊功、上巻：ISBN 978-4-15-210020-7、下巻：ISBN 978-4-15-210021-4
- 三体0 球状閃電
  - 日本語版 - 早川書房、2022年12月、翻訳：大森望、光吉さくら、ワン・チャイ、ISBN 978-4-15-210194-5
- 超新星紀元
  - 日本語版 - 早川書房、2023年7月、翻訳：大森望、光吉さくら、ワン・チャイ、ISBN 978-4152102546
- 白亜紀往事
  - 日本語版 - 早川書房、2023年11月、翻訳：大森望、古市雅子、ISBN 978-4152102782

### 短編集
- 円 劉慈欣短篇集
  - 早川書房、2021年11月、翻訳：大森望、泊功、齊藤正高、ISBN 978-4-15-210062-7
  - 収録作品：鯨歌 / 地火（じか） / 郷村教師 / 繊維 / メッセンジャー / カオスの蝶 / 詩雲 / 栄光と夢 / 円円（ユエンユエン）のシャボン玉 / 二〇一八年四月一日 / 月の光 / 人生 / 円
  - 日本独自の短編集であるが収録作品の選定は著者側が行った[13]。

- 流浪地球
  - KADOKAWA、2022年9月、翻訳：大森望、古市雅子、ISBN 978-4-04-065993-0
  - 収録作品：流浪地球 /ミクロ紀元 / 呑食者 / 呪い5・0 / 中国太陽 / 山

- 老神介護
  - KADOKAWA、2022年9月、翻訳：大森望、古市雅子、ISBN 978-4-04-112578-6
  - 収録作品：老神介護 /扶養人類 / 白亜紀往事 / 彼女の眼を連れて / 地球大砲

- 時間移民 劉慈欣短篇集II
  - 早川書房、2024年12月、翻訳：大森望、光吉さくら、ワン・チャイ、ISBN 978-4-15-210387-1
  - 収録作品：時間移民 / 思索者 / 夢の海 / 歓喜の歌 / ミクロの果て / 宇宙収縮 / 朝に道を聞かば / 共存できない二つの祝日 / 全帯域電波妨害 / 天使時代 / 運命 / 鏡 / フィールズ・オブ・ゴールド

### アンソロジー、雑誌等収録短編
- 「さまよえる地球」（原題：流浪地球）
  - 日本語版：『S-Fマガジン』2008年9月号、翻訳：阿部敦子
  - 初出：『科幻世界』2000年12号。第12回銀河賞特等賞[14]。
- 「円」
  - 日本語版：『折りたたみ北京 現代中国SFアンソロジー』（早川書房、2018年2月、ISBN 978-4-15-335036-6）、翻訳：中原尚哉（ケン・リュウによる英語訳からの重訳）
  - 『三体』からの抜粋を短編として改稿した作品[13]。上記『円 劉慈欣短篇集』には原語からの翻訳で収録。
- 「神様の介護係」（原題：赡养上帝）
  - 日本語版：『折りたたみ北京 現代中国SFアンソロジー』（早川書房、2018年2月、ISBN 978-4-15-335036-6）、翻訳：中原尚哉（ケン・リュウによる英語訳からの重訳）
    - 漫画版：『神様の介護係』（KADOKAWA、2023年2月、ISBN 978-4-04-682190-4）、作画：横山旬、キャラクター原案：Golo、監修：未来事務管理局[15]

  - 初出：『科幻世界』2005年11号。第1回柔石小説賞短篇小説金賞。
- 「西洋」
  - 日本語版：『サイノフォン――1　華語文学の新しい風』（白水社、2022年10月、ISBN 978-4-56-009875-2）、翻訳：小笠原淳
  - 初出：アンソロジー『2001年度中国最佳科幻小说选』（四川人民出版社、2002年12月）。

### 絵本
- 火守（原題：烧火工）
  - 日本語版：KADOKAWA、2021年12月、翻訳：池澤春菜、絵：西村ツチカ

## 人物
小松左京作品を愛読している。『日本沈没』が最も印象に残っていて、『三体』を執筆するにあたり影響を受けたと語り、生前の小松に会えなかったことが悔やまれると話す。
『銀河英雄伝説』は全て読んでいて、作者の田中芳樹とは2018年に北京で対談も果たしている。
星新一の短編小説や手塚治虫作品にも触れて、日本の好きなSF映画に『日本沈没』『復活の日』を挙げる。アニメでは『攻殻機動隊』『王立宇宙軍 オネアミスの翼』『銀河鉄道999』『新世紀エヴァンゲリオン』『銀河英雄伝説』、そして全て見たという宮崎駿作品などに触発された。近年では『秒速5センチメートル』をお気に入りに挙げている。小松のような重量級の作家は現れなくなったものの、アニメに着目しているといい日本の作品には、宮崎駿監督の映画のように、欧米のSFにはないロマンチックで詩的な感じがあると説明する。
自分の作品を2次元SFと評する一方、韓松の作品を3次元SFと評する。